# Zatipak
Zatipak, slovna pogreška, tiskarska pogreška ili tipfeler (njem. Tippfehler) slučajna je pogreška nastala tijekom tipkanja. Zatipci su najčešće udvostručenje, manjak, zamjena ili premještaj slova. U slovne pogreške ne ubrajamo pravopisne, gramatičke (slovničke) ili kakve druge pogreške nastale zbog neznanja autora ili pak pogreške nastale svjesno.
| Jesu zatipci        | Objašnjenje                                        |
| ------------------- | -------------------------------------------------- |
| tipflere, klaivr    | slučajno zamijenjen redoslijed slova               |
| tipkvnica, naslnjač | slučajno ispušteno slovo                           |
| medicima, kompjutpr | slučajno zamijenjena dva slova blizu na tipkovnici |

| Nisu zatipci            | Objašnjenje                                        |
| ----------------------- | -------------------------------------------------- |
| ljep, nebi, dubrovnik   | napisano iz neznanja ili zbog opuštena stila       |
| dns, nezz               | česte kratice u čavrljanju                         |
| pusaaaa, ahaaa, joooj   | uvišestručena slova zbog naglašivanja              |
| moze, rockas, cackalica | ispušteni dijakritici zbog praktičnosti ili navike |

Mnogi su morfonološki jezici razvili mrežne žargone s posebnim zapisom riječi koje ne smatramo zatipcima, primjerice: n00b (noob), kewl (cool), luv (love), zomg (omg).

## Ispravak i označivanje zatipaka
Zatipci u tekstovima napisanim pisaćim strojem obično se precrtavaju drugim znakom poput kose crte, kako tipkač ne bi morao pretipkavati cijelu stranicu.
Pri brzom slanju poruka (eng. instant messaging) zbog brzine tipkanja često se prave slovne pogreške. Ako je zbog zatipka poruka nejasna, pošiljatelj obično pošalje drugu ispravljenu poruka sa zvjezdicom odmah na početku.
Pri navođenju (citiranju) teksta koji sadrži zatipke, autor obično piše "[sic]" kako bi naznačio da zatipak postoji u izvorniku, a ne u prijepisu.